# 浅間茂
浅間 茂（あさま しげる、1950年 - ）は、日本の生物学者、元高校教諭。新潟県出身。環境と生物の関係研究を主とし、その中でクモを専門に研究している。

## 来歴
新潟県加茂川流域に生まれ、幼少時代は川や山中で1日を過ごすなど自然溢れる環境で育った。大学卒業後に一般企業に就職した後、数年して生物学への好奇心から教師に転身した。1989年に初めてボルネオ島を訪れて以来、生物の多様性に魅せられ、夏休みや年末年始を利用して66回以上訪問している。蜘蛛が専門だが、鳥や植物など研究対象は幅広い。手賀沼の生態についても長年調査している。自然観察大学や千葉県生物学会などでは長の補佐役を務め、高校教諭を退職後も活躍の場は広い。生態系の保護を目的とするビオトープ池の設置を推進している。

## 著書
- 中安均、浅間茂『ボルネオ島キナバル山の鳥』文一総合出版〈海外バードウォッチング〉、1996年。ISBN 4-8299-3037-3。
- 浅間茂・石井規雄・松本嘉幸『校庭のクモ・ダニ・アブラムシ』全国農村教育協会〈野外観察ハンドブック〉、2001年。ISBN 4-88137-084-7。
- 浅間茂、中安均『校庭の生き物ウォッチング』全国農村教育協会〈野外観察ハンドブック〉、2003年。ISBN 4-88137-105-3。
- 浅間茂『フィールドガイドボルネオ野生動物 : オランウータンの森の紳士録』講談社〈ブルーバックス〉、2005年。ISBN 4-06-257498-5。